# Abd-el-Rahman el-Mahdi
Abd-el-Rahman el-Mahdi, född i juni 1885, död 1959, var en religiös och politisk ledare i Sudan. Han var son till Muhammed Ahmed el-Mahdi och föddes några dagar efter att sin fars död. Han kom att bli en av de ledande personerna i kampen för Sudans självständighet. Han var grundaren av Umma-partiet samt startade den första sudanesiska tidningen. Han var far till Sayed Siddick el-Mahdi och Hadi Abd-el-Rahman el-Madhdi.